# USS Midway (CV-41)
USS Midway (CV-41) bio je američki nosač zrakoplova u sastavu Američke ratne mornarice i prvi nosač klase Midway. Bio je treći brod u službi Američke ratne mornarice koji nosi ime Midway. Služio je od 1945. do 1992. godine. Prvi je nosač koji je ušao u službu nakon završetka Drugog svjetskog rata. Midway je sudjelovao u borbama u Vijetnamskom ratu i Zaljevskom ratu.
Povučen je iz službe 1992. godine, a nakon toga je pretvoren u brodski muzej u San Diegu, Kalifornija.

### Zajednički poslužitelj
|  | Zajednički poslužitelj ima stranicu o temi USS Midway (CV-41)    |
|  | Zajednički poslužitelj ima još gradiva o temi USS Midway (CV-41) |